# Next Generation Adelaide International - Qualificazioni singolare
Le qualificazioni del singolare  del Next Generation Adelaide International sono state un torneo di tennis preliminare per accedere alla fase finale della manifestazione. I vincitori dell'ultimo turno sono entrati di diritto nel tabellone principale. In caso di ritiro di uno o più giocatori aventi diritto a questi sono subentrati i lucky loser, ossia i giocatori che hanno perso nell'ultimo turno ma che avevano una classifica più alta rispetto agli altri partecipanti che avevano comunque perso nel turno finale.
Le qualificazioni del torneo Next Generation Adelaide International  2006 prevedevano 32 partecipanti di cui 4 sono entrati nel tabellone principale.

## Teste di serie
1. Jean-René Lisnard (primo turno)
2. Michaël Llodra (Qualificato)
3. Steve Darcis (primo turno)
4. Grégory Carraz (Qualificato)

1. Frédéric Niemeyer (ultimo turno)
2. Noam Okun (ultimo turno)
3. Arvind Parmar (primo turno)
4. Harel Levy (secondo turno)

## Qualificati
1. Paolo Lorenzi
2. Michaël Llodra

1. Rameez Junaid
2. Grégory Carraz

## Tabellone

### Legenda
| - Q = Qualificato - WC = Wild card - LL = Lucky loser | - ALT = Alternate - SE = Special Exempt - PR = Protected Ranking | - w/o = Walkover - r = Ritirato - d = Squalificato |

### Sezione 1
|  | Primo turno        | Primo turno        | Primo turno        | Primo turno | Primo turno |  |  | Secondo turno | Secondo turno     | Secondo turno | Secondo turno     | Secondo turno |   |   | Ultimo turno | Ultimo turno  | Ultimo turno | Ultimo turno | Ultimo turno |  |
|  |                    |                    |                    |             |             |  |  |               |                   |               |                   |               |   |   |              |               |              |              |              |  |
|  |                    | Paolo Lorenzi      | 4                  | 6           | 6           |  |  |               |                   |               |                   |               |   |   |              |               |              |              |              |  |
|  | 1                  | Jean-René Lisnard  | 6                  | 4           | 2           |  |  | Paolo Lorenzi | Paolo Lorenzi     | Paolo Lorenzi | 6                 | 6             |   |   |              |               |              |              |              |  |
|  | Jamie Delgado      | Jamie Delgado      | Jamie Delgado      | 7           | 6           |  |  | Jamie Delgado | Jamie Delgado     | Jamie Delgado | 2                 | 1             |   |   |              |               |              |              |              |  |
|  | Todd Reid          | Todd Reid          | Todd Reid          | 64          | 3           |  |  |               |                   |               |                   |               |   |   |              | Paolo Lorenzi | 2            | 6            | 7            |  |
|  | Daniel Elsner      | Daniel Elsner      | Daniel Elsner      | 6           | 6           |  |  |               |                   | 5             | Frédéric Niemeyer | 6             | 2 | 5 |              |               |              |              |              |  |
|  | Michael Ryderstedt | Michael Ryderstedt | Michael Ryderstedt | 2           | 3           |  |  |               | Daniel Elsner     | 6             | 5                 | 3             |   |   |              |               |              |              |              |  |
|  | 5                  | Frédéric Niemeyer  | Frédéric Niemeyer  | 6           | 7           |  |  | 5             | Frédéric Niemeyer | 4             | 7                 | 6             |   |   |              |               |              |              |              |  |
|  |                    | Stefan Wauters     | Stefan Wauters     | 4           | 5           |  |  |               |                   |               |                   |               |   |   |              |               |              |              |              |  |

### Sezione 2
|  | Primo turno        | Primo turno        | Primo turno        | Primo turno | Primo turno |  |  | Secondo turno      | Secondo turno      | Secondo turno      | Secondo turno      | Secondo turno      |   |   | Ultimo turno | Ultimo turno   | Ultimo turno   | Ultimo turno | Ultimo turno |  |
|  |                    |                    |                    |             |             |  |  |                    |                    |                    |                    |                    |   |   |              |                |                |              |              |  |
|  | 2                  | Michaël Llodra     | 1                  | 6           | 6           |  |  |                    |                    |                    |                    |                    |   |   |              |                |                |              |              |  |
|  |                    | Jonathan Marray    | 6                  | 1           | 4           |  |  | 2                  | Michaël Llodra     | Michaël Llodra     | 6                  | 6                  |   |   |              |                |                |              |              |  |
|  | Robert Smeets      | Robert Smeets      | Robert Smeets      | 7           | 7           |  |  |                    | Robert Smeets      | Robert Smeets      | 2                  | 3                  |   |   |              |                |                |              |              |  |
|  | Shannon Nettle     | Shannon Nettle     | Shannon Nettle     | 64          | 5           |  |  |                    |                    |                    |                    |                    |   |   | 2            | Michaël Llodra | Michaël Llodra | 6            | 6            |  |
|  | Jakub Herm-Zahlava | Jakub Herm-Zahlava | Jakub Herm-Zahlava | 6           | 6           |  |  |                    |                    |                    | Jakub Herm-Zahlava | Jakub Herm-Zahlava | 2 | 2 |              |                |                |              |              |  |
|  | Andrew Derer       | Andrew Derer       | Andrew Derer       | 2           | 3           |  |  | Jakub Herm-Zahlava | Jakub Herm-Zahlava | Jakub Herm-Zahlava | 6                  | 6                  |   |   |              |                |                |              |              |  |
|  |                    | Carsten Ball       | 5                  | 6           | 6           |  |  | Carsten Ball       | Carsten Ball       | Carsten Ball       | 1                  | 1                  |   |   |              |                |                |              |              |  |
|  | 7                  | Arvind Parmar      | 7                  | 3           | 1           |  |  |                    |                    |                    |                    |                    |   |   |              |                |                |              |              |  |

### Sezione 3
|  | Primo turno   | Primo turno   | Primo turno   | Primo turno | Primo turno |  |  | Secondo turno | Secondo turno | Secondo turno | Secondo turno | Secondo turno |   |   | Ultimo turno  | Ultimo turno  | Ultimo turno  | Ultimo turno | Ultimo turno |  |
|  |               |               |               |             |             |  |  |               |               |               |               |               |   |   |               |               |               |              |              |  |
|  |               | Rameez Junaid | Rameez Junaid | 6           | 6           |  |  |               |               |               |               |               |   |   |               |               |               |              |              |  |
|  | 3             | Steve Darcis  | Steve Darcis  | 2           | 1           |  |  | Rameez Junaid | Rameez Junaid | 64            | 7             | 7             |   |   |               |               |               |              |              |  |
|  | Ivo Heuberger | Ivo Heuberger | Ivo Heuberger | 6           | 6           |  |  | Ivo Heuberger | Ivo Heuberger | 7             | 5             | 5             |   |   |               |               |               |              |              |  |
|  | Andrew Coelho | Andrew Coelho | Andrew Coelho | 4           | 3           |  |  |               |               |               |               |               |   |   | Rameez Junaid | Rameez Junaid | Rameez Junaid | 6            | 6            |  |
|  | Alun Jones    | Alun Jones    | Alun Jones    | 6           | 4           |  |  |               |               | Alun Jones    | Alun Jones    | Alun Jones    | 2 | 4 |               |               |               |              |              |  |
|  | Julian Knowle | Julian Knowle | Julian Knowle | 0           | 1r          |  |  |               | Alun Jones    | Alun Jones    | 6             | 6             |   |   |               |               |               |              |              |  |
|  | 8             | Harel Levy    | Harel Levy    | 6           | 6           |  |  | 8             | Harel Levy    | Harel Levy    | 2             | 4             |   |   |               |               |               |              |              |  |
|  |               | Takao Suzuki  | Takao Suzuki  | 4           | 4           |  |  |               |               |               |               |               |   |   |               |               |               |              |              |  |

### Sezione 4
|  | Primo turno   | Primo turno    | Primo turno    | Primo turno | Primo turno |  |  | Secondo turno | Secondo turno  | Secondo turno | Secondo turno | Secondo turno |   |   | Ultimo turno | Ultimo turno   | Ultimo turno   | Ultimo turno | Ultimo turno |  |
|  |               |                |                |             |             |  |  |               |                |               |               |               |   |   |              |                |                |              |              |  |
|  | 4             | Grégory Carraz | Grégory Carraz | 7           | 6           |  |  |               |                |               |               |               |   |   |              |                |                |              |              |  |
|  |               | Yohny Romero   | Yohny Romero   | 64          | 4           |  |  | 4             | Grégory Carraz | 2             | 6             | 6             |   |   |              |                |                |              |              |  |
|  | Marc Kimmich  | Marc Kimmich   | Marc Kimmich   | 6           | 6           |  |  |               | Marc Kimmich   | 6             | 4             | 3             |   |   |              |                |                |              |              |  |
|  | Nick Lindahl  | Nick Lindahl   | Nick Lindahl   | 1           | 4           |  |  |               |                |               |               |               |   |   | 4            | Grégory Carraz | Grégory Carraz | 6            | 6            |  |
|  | Nathan Healey | Nathan Healey  | 6              | 3           | 6           |  |  |               |                | 6             | Noam Okun     | Noam Okun     | 2 | 2 |              |                |                |              |              |  |
|  | Sadik Kadir   | Sadik Kadir    | 3              | 6           | 1           |  |  |               | Nathan Healey  | Nathan Healey | 64            | 1             |   |   |              |                |                |              |              |  |
|  | 6             | Noam Okun      | Noam Okun      | 6           | 6           |  |  | 6             | Noam Okun      | Noam Okun     | 7             | 6             |   |   |              |                |                |              |              |  |
|  |               | Scott Doerner  | Scott Doerner  | 3           | 2           |  |  |               |                |               |               |               |   |   |              |                |                |              |              |  |